# قوارب التنين للناجين من سرطان الثدي

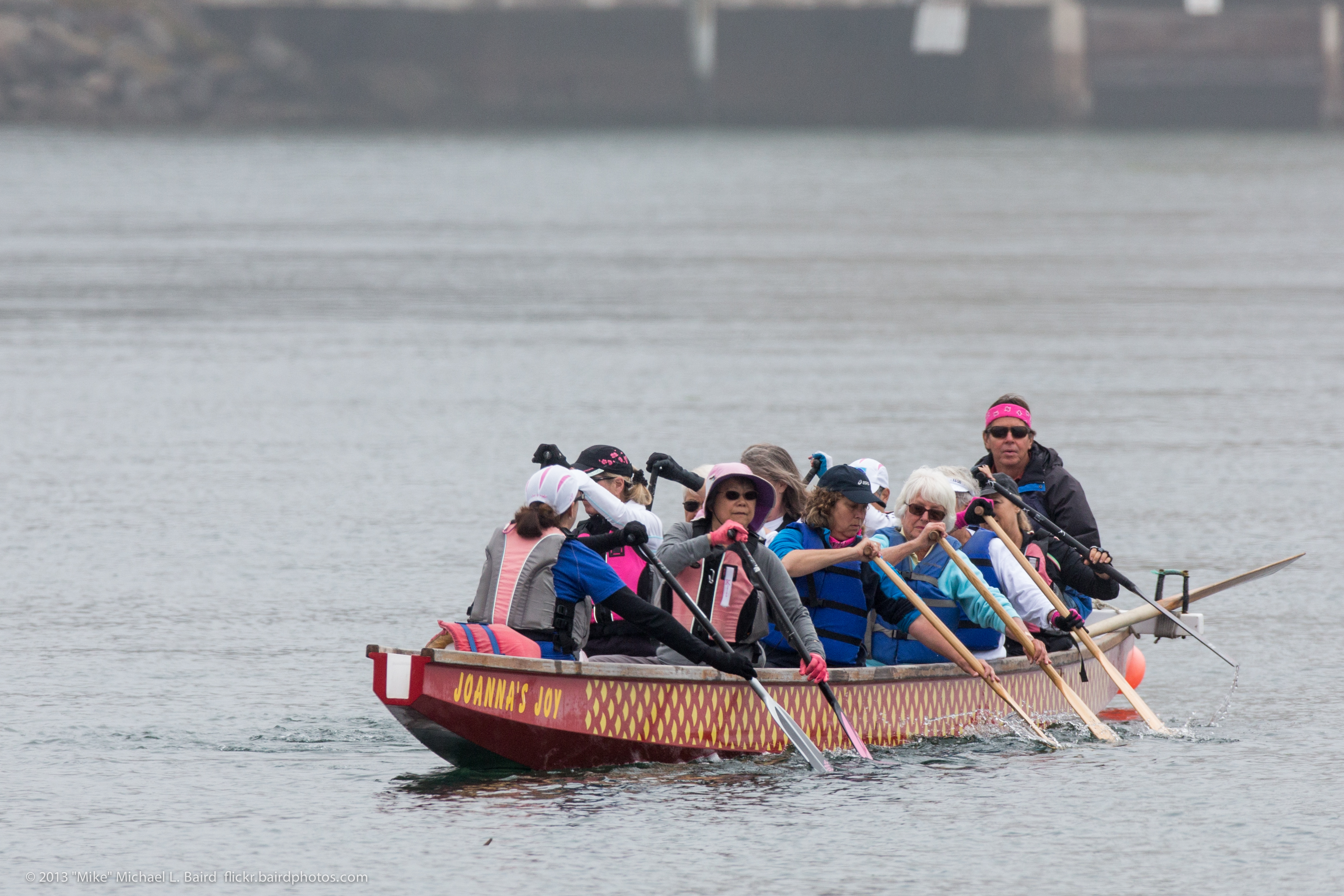

ركوب قوارب التنين للناجين من سرطان الثدي هي حركة عالمية تم استلهامها من بحث لأخصائي طب الرياضة الكندي دون ماكنزي.
ويجتمع الناجون من سرطان الثدي مع بعض ليجذفوا بقارب التنين لصحتهم الجسدية والرفاهية الاجتماعية.
وتم دعمها عالميًا من قبل اللجنة الدولية لسرطان الثدي.